# アリエル・プリエト
アリエル・プリエト（Ariel Prieto, 1969年10月22日 - ）は、キューバ共和国・ハバナ出身の元プロ野球選手（投手）。現在はMLB・アリゾナ・ダイヤモンドバックスでコーチ兼通訳を務めている。

## 経歴

### 現役時代
キューバのファハード大学を卒業後、プエルトリコへ渡りウィンターリーグでプレー。カリビアンシリーズにも出場した。
その後、セリエ・ナシオナル・デ・ベイスボルに戻った後もMLBでプレーしたいという希望はあったが、才能の流出を恐れたキューバ政府によりビザは発行されなかった。
その為、プリエトは1994-95の国内リーグでわざと酷い投球を続け仮病を訴え、周囲の評価を落とすことに努めた。
それが功を奏しビザが発行され、夫婦で共に米国へ渡り、独立リーグのパームスプリング・サンズで数試合プレーした後に1995年MLBドラフトでオークランド・アスレチックスから1巡目（全体5位）で指名され、入団。入団当初は28歳と発表され、後から実は24歳だったと訂正。暫くしてまた28歳と言われ、地元サンフランシスコの新聞では「キューバでは時と場合によって年齢が変わるらしい。猫の目のようにね。果たしてプリエトは何歳なのか。我々は正しい記事を書くのに困っている。真実を知っていたら誰か教えて欲しい」と皮肉混じりに書かれている。
1995年7月2日のカリフォルニア・エンゼルス戦でメジャーデビューし、1997年には開幕投手を務めた。2001年にはトレードでタンパベイ・デビルレイズへ移籍した。
2005年までマイナーでプレーしたが、2001年以来のメジャー昇格は果たせず、海外リーグを経て2008年に現役引退。

### コーチ時代
2009年から2011年までアスレチックス傘下のマイナー組織で投手コーチを務める。
2012年からはチームに新しく加わったヨエニス・セスペデスの通訳としてアスレチックスのコーチに就任。
2015年からはアリゾナ・ダイヤモンドバックスのコーチ兼通訳に就任している。

## キューバ代表
1990年から1994年までキューバの代表チームに所属していた。
1990年のニカラグア戦ではキューバの代表記録となる一試合20奪三振を記録し、国際試合では11勝0敗と無類の勝負強さを発揮した。

## 人物
フロリダ州のマイアミに自宅があり、妻との間に二人の娘がいる。

## 詳細情報

### 年度別投手成績
| 年 度    | 球 団    | 登 板 | 先 発 | 完 投 | 完 封 | 無 四 球 | 勝 利 | 敗 戦 | セ 丨 ブ | ホ 丨 ル ド | 勝 率 | 打 者 | 投 球 回 | 被 安 打 | 被 本 塁 打 | 与 四 球 | 敬 遠 | 与 死 球 | 奪 三 振 | 暴 投 | ボ 丨 ク | 失 点 | 自 責 点 | 防 御 率 | W H I P |
| -------- | -------- | ----- | ----- | ----- | ----- | -------- | ----- | ----- | -------- | ----------- | ----- | ----- | -------- | -------- | ----------- | -------- | ----- | -------- | -------- | ----- | -------- | ----- | -------- | -------- | ------- |
| 1995     | OAK      | 14    | 9     | 1     | 0     | 0        | 2     | 6     | 0        | --          | .250  | 258   | 58.0     | 57       | 4           | 32       | 1     | 5        | 37       | 4     | 1        | 35    | 32       | 4.97     | 1.53    |
| 1996     | OAK      | 21    | 21    | 2     | 0     | 0        | 6     | 7     | 0        | --          | .462  | 547   | 125.2    | 130      | 9           | 54       | 2     | 7        | 75       | 6     | 2        | 66    | 58       | 4.15     | 1.46    |
| 1997     | OAK      | 22    | 22    | 0     | 0     | 0        | 6     | 8     | 0        | --          | .429  | 588   | 125.0    | 155      | 16          | 70       | 3     | 5        | 90       | 7     | 1        | 84    | 70       | 5.04     | 1.80    |
| 1998     | OAK      | 2     | 2     | 0     | 0     | 0        | 0     | 1     | 0        | --          | .000  | 47    | 8.1      | 17       | 2           | 5        | 1     | 1        | 8        | 0     | 0        | 11    | 11       | 11.88    | 2.64    |
| 2000     | OAK      | 8     | 6     | 0     | 0     | 0        | 1     | 2     | 0        | 0           | .333  | 148   | 31.2     | 42       | 3           | 13       | 0     | 1        | 19       | 0     | 0        | 21    | 18       | 5.12     | 1.74    |
| 2001     | TB       | 3     | 0     | 0     | 0     | 0        | 0     | 0     | 0        | 0           | ----  | 19    | 3.2      | 6        | 0           | 2        | 0     | 1        | 2        | 0     | 0        | 1     | 1        | 2.45     | 2.18    |
| MLB：6年 | MLB：6年 | 70    | 60    | 3     | 0     | 0        | 15    | 24    | 0        | 0           | .385  | 1607  | 352.1    | 407      | 34          | 176      | 7     | 20       | 231      | 17    | 4        | 218   | 190      | 4.85     | 1.65    |

### 背番号
- 48 (1995年 - 1998年、2001年)
- 30 (2000年)
- 59 (2013年 - 2014年)
- 49 (2015年 - )